# Ferrari 335 S
La 335 S è una autovettura da competizione prodotta dalla Ferrari dal 1957 al 1958 in quattro esemplari.

## Il contesto e le competizioni
Questo modello fu l'evoluzione della 315 S, di cui era la versione con motore con cilindrata aumentata. Quest'ultima, infatti, passò da 3783,40 cm³ a 4023,32 cm³.
Esordì alla Mille Miglia del 1957, funestata dalla tragedia di Guidizzolo. La vittoria più importante fu nello stesso anno al Gran Premio del Venezuela, con alla guida Peter Collins e Phil Hill. Anche il prototipo partecipò nel 1957 alle competizioni, prendendo parte alla 24 Ore di Le Mans, dove conquistò il giro più veloce alla media oraria di 192 km/h. Nella stessa stagione, due 335 S si piazzarono ai primi due posti alla 1000 km del Venezuela, dando un apporto fondamentale alla conquista da parte della Ferrari del Mondiale Costruttori.
Dopo che la cilindrata massima consentita per le gare fu abbassata a 3 L, le 335 S furono vendute negli Stati Uniti, a cui si unì il quarto esemplare prodotto, per partecipare a competizioni automobilistiche in Nord America. Uno di essi prese parte a queste gare con la NART.

## Caratteristiche tecniche
Il motore era un V12 a 60° anteriore e longitudinale, ed aveva una cilindrata di 4023,32 cm³. L'alesaggio e la corsa erano rispettivamente 77 mm e 72 mm, mentre il rapporto di compressione era di 9,2:1. Il monoblocco e la testata erano fabbricati in lega leggera. Questo propulsore erogava 390 CV a 7400 giri al minuto.
La distribuzione era formata da un doppio albero a camme in testa con due valvole per cilindro. L'alimentazione, non sovralimentata, era assicurata da sei carburatori di marca Weber e modello 42 DCN. L'accensione era doppia con quattro spinterogeni. La lubrificazione era a carter secco, mentre la frizione era multidisco.
Le sospensioni anteriori erano indipendenti, con quadrilateri trasversali, molle elicoidali e barra antirollio, mentre quelle posteriori erano formate da un ponte De Dion, doppi puntoni, e una balestra trasversale. Entrambe montavano ammortizzatori idraulici tipo Houdaille. I freni erano a tamburo, mentre la trasmissione era formata da un cambio a quattro rapporti più la retromarcia. Lo sterzo era a vite senza fine e settore dentato di fabbricazione ZF. La trazione era posteriore.
Il telaio era tubolare in acciaio, mentre la carrozzeria, fabbricata da Scaglietti in alluminio, era tipo spider a due posti.
Il modello raggiungeva la velocità massima di 300 km/h.

## La tragedia di Guidizzolo
Questo modello è tristemente famoso per la tragedia di Guidizzolo, accaduta durante la Mille Miglia del 1957. In questo avvenimento la Ferrari 335 S n. 531, condotta dal pilota spagnolo Alfonso de Portago (che subentrò poco prima della partenza al malato Luigi Musso) e dal copilota statunitense Edmund Nelson, stava percorrendo il lungo rettilineo tra Cerlongo e Guidizzolo, sulla strada napoleonica Mantova-Brescia, in terza posizione.
L'improvviso scoppio di uno pneumatico fece sbandare la vettura di de Portago che, finita nel fossato a destra, ne fuoriuscì saltando l'intera carreggiata e schiantandosi sul ciglio sinistro ove erano assiepati molti spettatori. L'incidente provocò la morte degli occupanti la vettura, di nove spettatori, tra cui cinque bambini, oltre a numerosi feriti.
In seguito a questa tragedia le corse motoristiche di velocità furono pesantemente limitate sull'intero territorio nazionale italiano.